# The New York Times International Edition
Die New York Times International Edition, früher International Herald Tribune, ist eine englischsprachige internationale Tageszeitung, die tagesaktuell in mehr als 160 Ländern verkauft wird. Sie gehört zur New York Times Company und ist redaktionell eng an deren Tageszeitung The New York Times (NYT) angebunden, welche sie zusammen mit eigenen Mitarbeitern mit Nachrichten und Artikeln versorgt. Der Sitz der Zeitung ist in Paris. Sie bezeichnet sich selbst als die „Global Edition of the New York Times“.

## Geschichte
Die Zeitung wurde am 4. Oktober 1887 von dem damaligen Besitzer des New York Herald, James Gordon Bennett Jr.,  unter dem Namen Paris Herald  als europäische Ausgabe seiner Zeitung gegründet. Nach mehrfachem Eigentümerwechsel wurde das Blatt 1935 in The New York Herald Tribune und 1967, als die Eigentümer der New York Times und der Washington Post in die Zeitung investierten, in The International Herald Tribune umbenannt. Ab 1991 gehörte die Zeitung zu gleichen Anteilen der New York Times Company und zur Washington Post Company, obwohl beide Unternehmen Konkurrenten auf dem US-Markt sind.
Seit 2003 ist The New York Times Company alleiniger Eigentümer der Zeitung, nachdem sie den Anteil der Washington Post erworben hatte. Die Vereinigung der Webpräsenzen von NYT und IHT unter dem Dach der New York Times erfolgte im März 2009. Ab dem 15. Oktober 2013 erschien das Blatt unter dem Namen The International New York Times; am 12. Oktober 2016 erfolgte die Umbenennung in The New York Times International Edition.

## Gegenwart
Der Sitz der Zeitung befindet sich in Courbevoie bei Paris. 2008 wurde Stephen Dunbar-Johnson zum Herausgeber der damaligen International Herald Tribune berufen.
Die Tageszeitung wird an sechs Tagen in der Woche an 38 Orten weltweit gedruckt und in mehr als 160 Ländern verkauft. Sie hat eine Printauflage von etwa 220.472 (2013) und 335 Mitarbeiter. Neben der Druckauflage wird allen Abonnenten eine digitale Version der New York Times angeboten, die auch als App für Tablets und Smartphones (u. a. Android, Apple, Windows) zur Verfügung steht.

## Rezeption
Einen prominenten Auftritt hatte die damalige New York Herald Tribune 1960 im Film Außer Atem von Jean-Luc Godard. Die Hauptfigur Patricia Franchini ist Verkäuferin der Tribune in Paris.